# Karang Anyar (Labuhan Maringgai)
Karang Anyar is een bestuurslaag in het regentschap Lampung Timur van de provincie Lampung, Indonesië. Karang Anyar telt 7009 inwoners (volkstelling 2010).